# Ciągły monitor glukozy
Ciągły monitor glukozy (CGM) to urządzenie używane do ciągłego monitorowania poziomu glukozy we krwi zamiast okresowego monitorowania poziomów glukozy przez pobranie kropli krwi z palca. Jest to znane jako ciągłe monitorowanie glukozy. CGM są używane przez osoby leczące swoją cukrzycę insuliną, na przykład osoby z cukrzycą typu 1, cukrzycą typu 2 lub innymi typami cukrzycy, takimi jak cukrzyca ciążowa.
Ciągły monitor glukozy składa się z trzech części:
- mały elektrod umieszczony pod skórą
- nadajnik, który wysyła odczyty z elektrody do odbiornika w regularnych odstępach czasu (co 1 do 15 minut)
- oddzielny odbiornik, który pokazuje poziom glukozy na wyświetlaczu.

Obecnie zatwierdzone CGM używają technologii enzymatycznej, która reaguje z cząsteczkami glukozy w płynie śródmiąższowym organizmu, generując prąd elektryczny proporcjonalny do stężenia glukozy. Dane o stężeniu glukozy są następnie przekazywane z nadajnika przymocowanego do czujnika do odbiornika i wyświetlacza, który pokazuje dane użytkownikowi.
Niektóre urządzenia CGM muszą być okresowo kalibrowane przy użyciu tradycyjnych pomiarów poziomu glukozy we krwi ale niektóre nie wymagają kalibracji przez użytkownika.

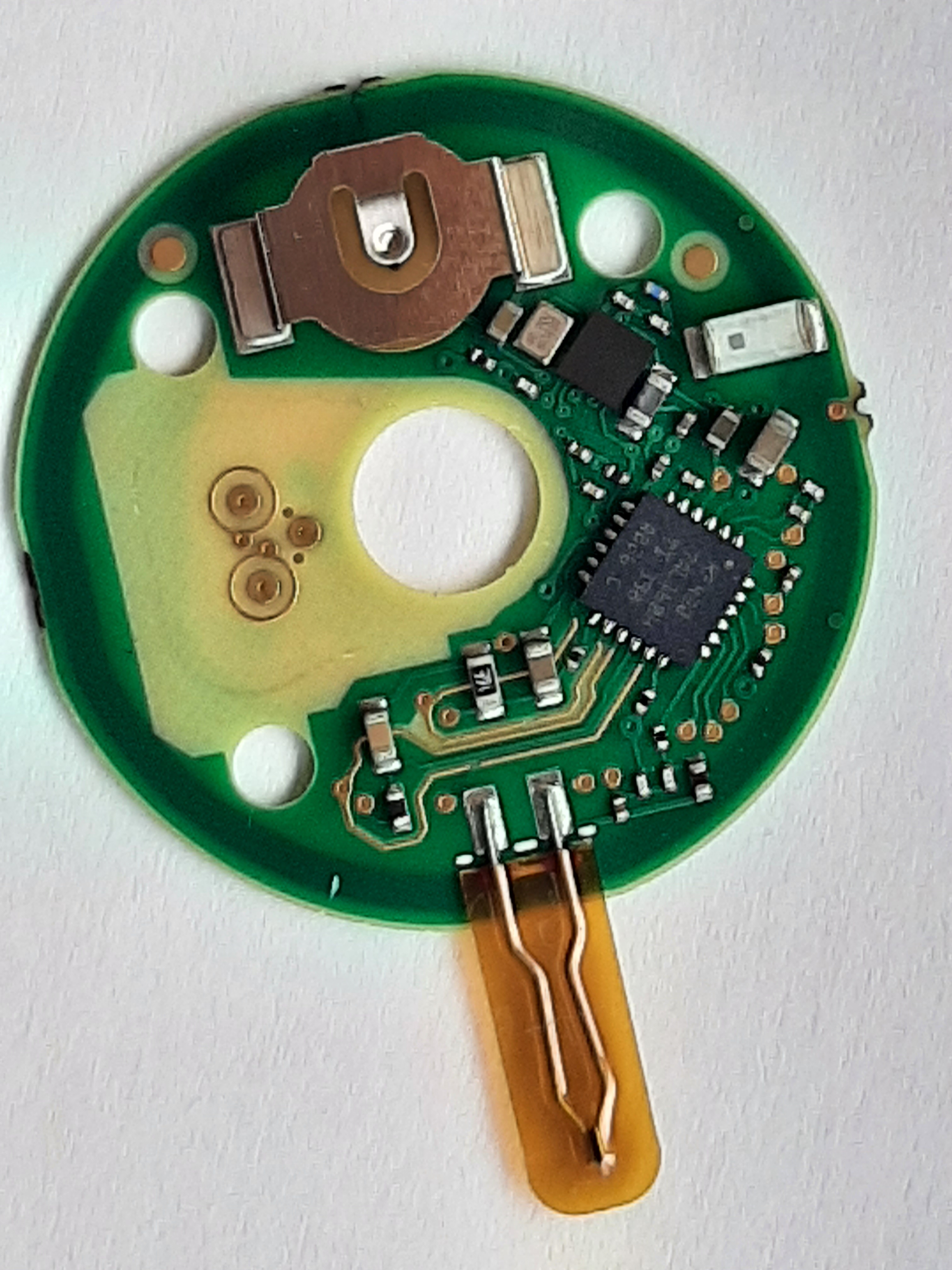
FreeStyle Libre 2 - sensor construction

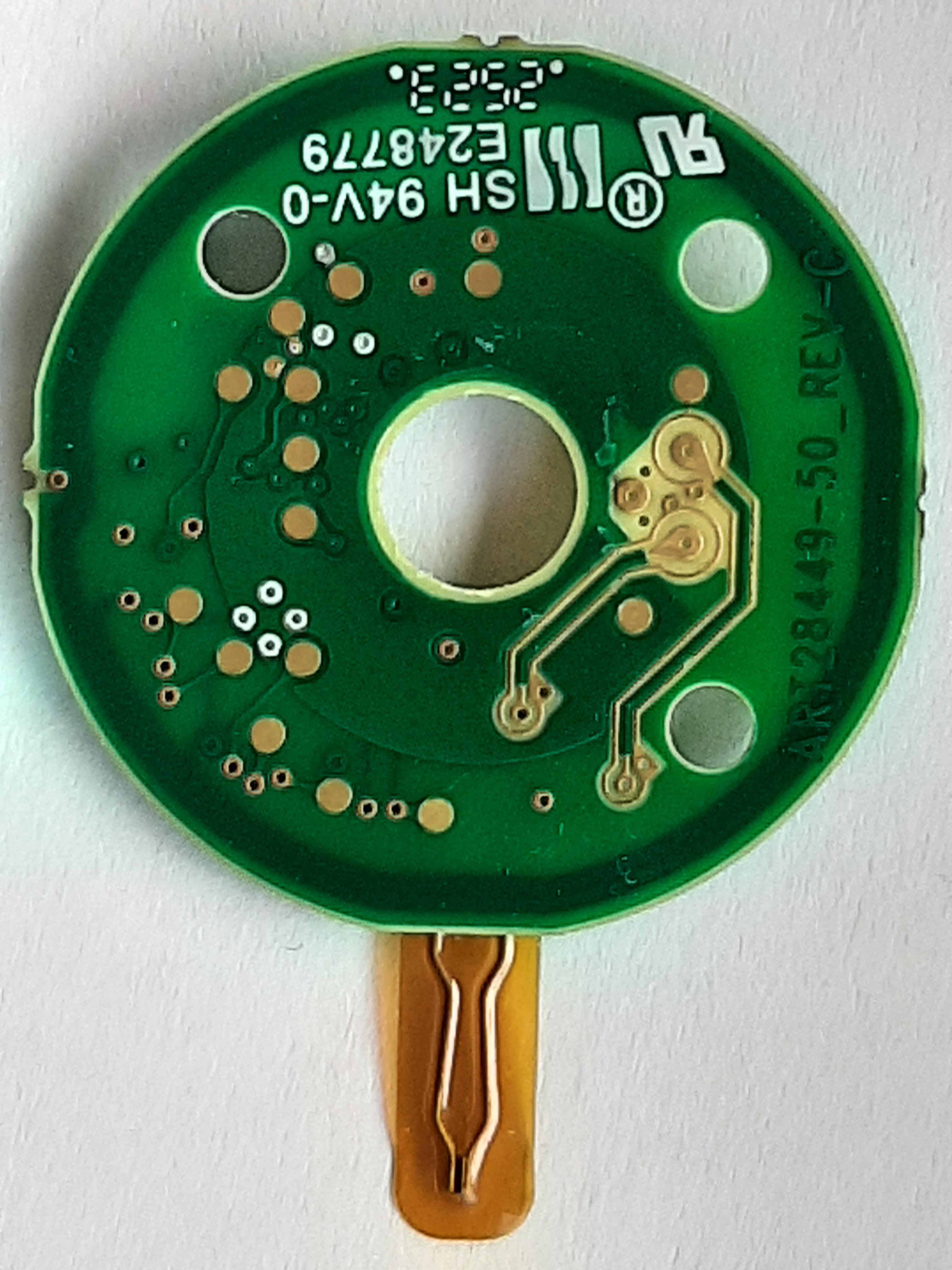
FreeStyle Libre 2 - sensor construction

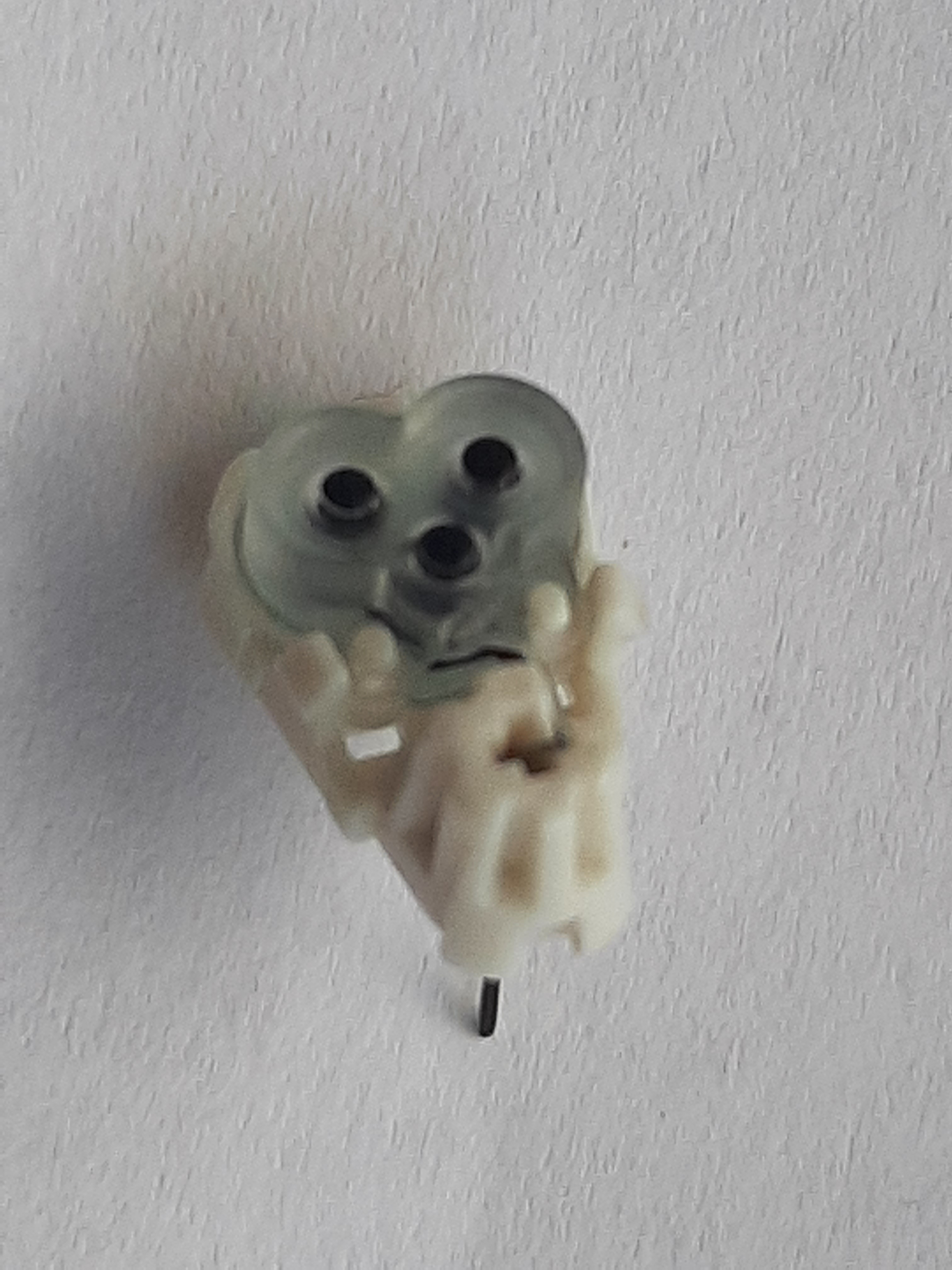
FreeStyle Libre 2 - sensor construction

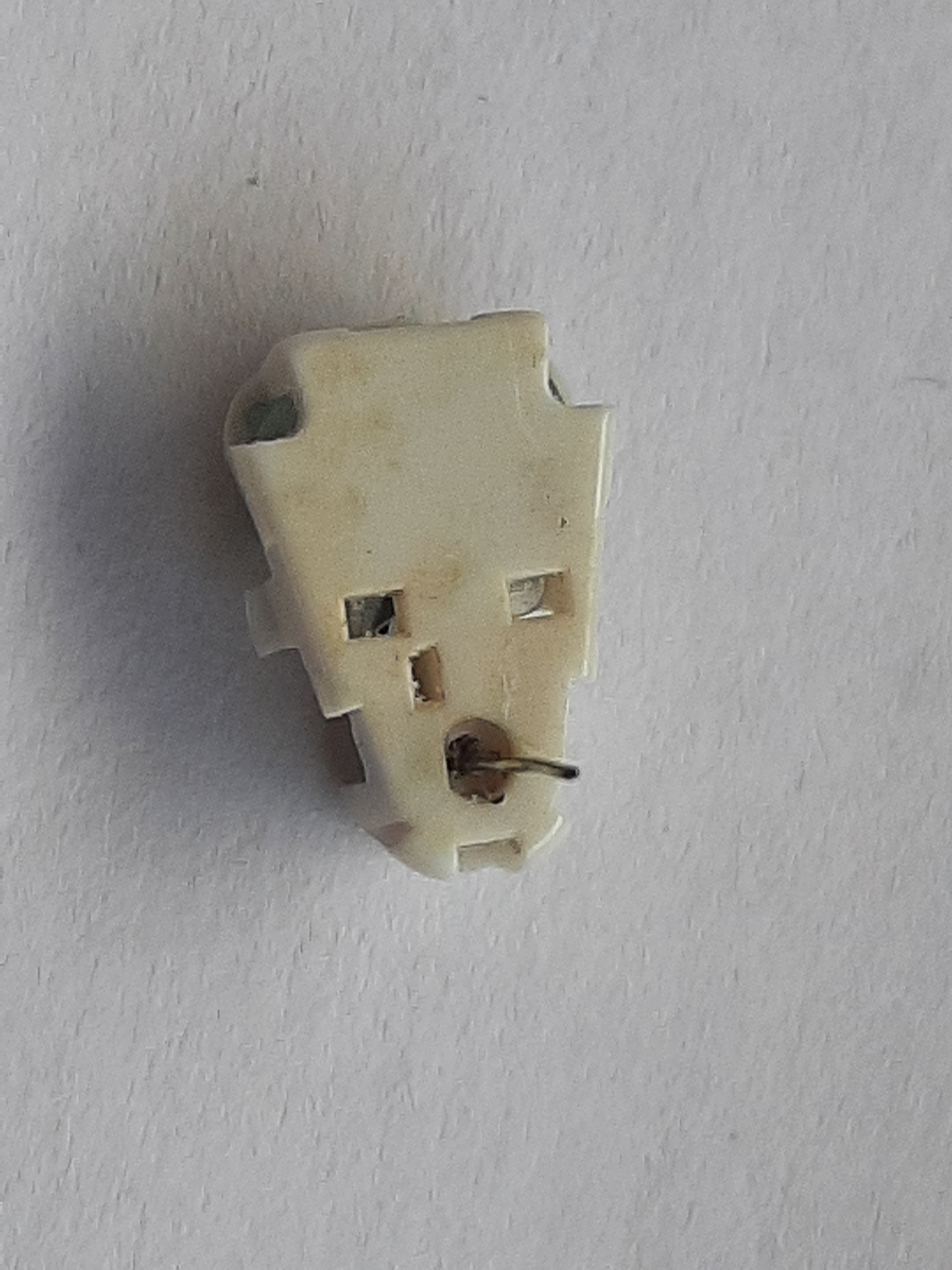
FreeStyle Libre 2 - sensor construction

## Korzyści
Ciągłe monitorowanie glukozy zyskuje na popularności z różnych powodów.
- Tradycyjne testowanie przez nakłucie palca mierzy poziom glukozy we krwi tylko w jednym punkcie czasowym. CGM umożliwia użytkownikom ciągłe obserwowanie poziomów glukozy we krwi, jak również tendencji w poziomach glukozy we krwi w czasie.
- CGM jest bardziej wygodne i mniej bolesne niż tradycyjne testowanie przez nakłucie palca.
- Niektóre badania wykazały, że użytkownicy CGM spędzają mniej czasu w hipoglikemii lub z niższym hemoglobiną glikowaną, co są korzystnymi wynikami[1].
- Ciągłe monitory glukozy wydają się obniżać poziom hemoglobiny A1c bardziej niż tylko monitorowanie za pomocą testów z krwi kapilarnej, szczególnie gdy CGM jest używane przez osoby z źle kontrolowaną cukrzycą i połączone z użyciem zintegrowanej pompy insulinowej[4]. Jednakże Cochrane systematic review znalazł ograniczone i sprzeczne dowody na skuteczność systemów ciągłego monitorowania glukozy u dzieci, dorosłych i użytkowników z źle kontrolowaną cukrzycą[4].

## Ograniczenia
Ciągłe monitorowanie glukozy ma pewne ważne ograniczenia:
- Systemy CGM nie są wystarczająco dokładne do wykrywania hipoglikemii, częstego skutku ubocznego leczenia cukrzycy[5]. Jest to szczególnie problematyczne, ponieważ niektóre urządzenia mają funkcje alarmowe ostrzegające użytkowników o stanie hipoglikemii, i ludzie mogą polegać na tych alarmach. Jednakże, Cochrane systematic review pokazał, że użycie ciągłych monitorów glukozy nie zwiększało ryzyka hipoglikemii ani ketozy[4]. Niektórzy producenci ostrzegają użytkowników przed poleganiem wyłącznie na pomiarach CGM. National Institute for Health and Care Excellence zaleca weryfikowanie wartości hipoglikemicznych za pomocą testowania przez nakłucie palca[6].

- Innym ograniczeniem CGM jest to, że poziomy glukozy są pobierane z płynu śródmiąższowego organizmu, a nie z krwi. Ponieważ transport glukozy z krwiobiegu do płynu śródmiąższowego zajmuje czas, istnieje wrodzone opóźnienie między rzeczywistym poziomem glukozy we krwi a poziomem mierzonym przez CGM. Czas tego opóźnienia różni się w zależności od użytkownika i urządzenia, ale zazwyczaj wynosi od 5 do 20 minut[7].

## Monitorowanie glukozy typu flash
Oryginalny monitor Freestyle Libre wprowadzony przez Abbott Diabetes Care w 2015 roku był opisany jako wykonujący "monitorowanie glukozy typu flash", z jednorazowym 14-dniowym czujnikiem pod skórą (jak w innych czujnikach CGM), ale skalibrowany fabrycznie bez wymagania kalibracji w porównaniu do testu glukozy przez nakłucie palca. Czujnik mierzy poziom glukozy płynów śródmiąższowych (jako substytut poziomów cukru we krwi) ciągle; do ośmiu godzin tych odczytów, uśrednionych za każdy 15-minutowy okres, jest przechowywanych w jednostce czujnika, w przeciwieństwie do większości innych systemów CGM, które używają bezprzewodowego połączenia (zwykle Bluetooth) do zewnętrznego urządzenia dla każdego odczytu. Dane przechowywane w czujniku są przesyłane na żądanie do "czytnika" trzymanego w odległości centymetra lub dwóch od jednostki czujnika, wykorzystując technologię near-field communication (NFC). Ponieważ tylko osiem godzin danych może być przechowywanych, pobieranie danych nie może być rozłożone na więcej niż osiem godzin.
Różnice w pokryciu ubezpieczeniowym w USA, faworyzujące "monitorowanie glukozy typu flash" nad "ciągłym monitorowaniem glukozy", by
ły zaletą wczesnego przyjęcia mniej kosztownego systemu Abbott. W Wielkiej Brytanii, monitory glukozy typu flash i czujniki są dostępne dla wielu pacjentów bez opłat w ramach National Health Service (NHS).
Późniejsza wersja urządzenia Freestyle Libre 2 firmy Abbott używa różnych, niekompatybilnych czujników. Może być zaprogramowana do przesyłania ostrzeżenia o niskim poziomie cukru (hipoglikemia) lub wysokim poziomie cukru za pośrednictwem Bluetooth do pobliskiego urządzenia i, od 2023 roku, przesyła odczyty glukozy za pośrednictwem Bluetooth co 60 sekund, efektywnie czyniąc z niego CGM, a nie monitor glukozy typu flash. Kolejny Freestyle Libre 3 jest mniejszy i przesyła swoje odczyty za pośrednictwem Bluetooth, jak inne mierniki; nie jest opisany jako monitorowanie typu flash. 